# 巴什石油公司
巴什石油公司（俄语：Башнефть）是俄罗斯的一家石油公司，由鲍里斯·尼古拉耶维奇·叶利钦将苏联石油部在巴什科尔的相关资产转让给巴什科尔托斯坦共和国而形成。
巴什石油公司是巴什基尔共和国最大的生产经济综合体，该公司拥有14家勘探开采、原油加工以及销售物流公司。其生产总值占巴什基尔共和国工业总产值的20%以上。巴什石油公司总共拥有巴什科尔托斯坦及其相邻地区和西西伯利亚地区约170个油气田的油气开采权，同时在这些地区从事20多项经营活动，公司在23个地区经营485座加油站，平均每年为市场供应石油1000万吨。巴什石油股份公司非常重视发展与外国伙伴的关系，与世界上20多个国家的大型油气公司进行合作。

## 历史

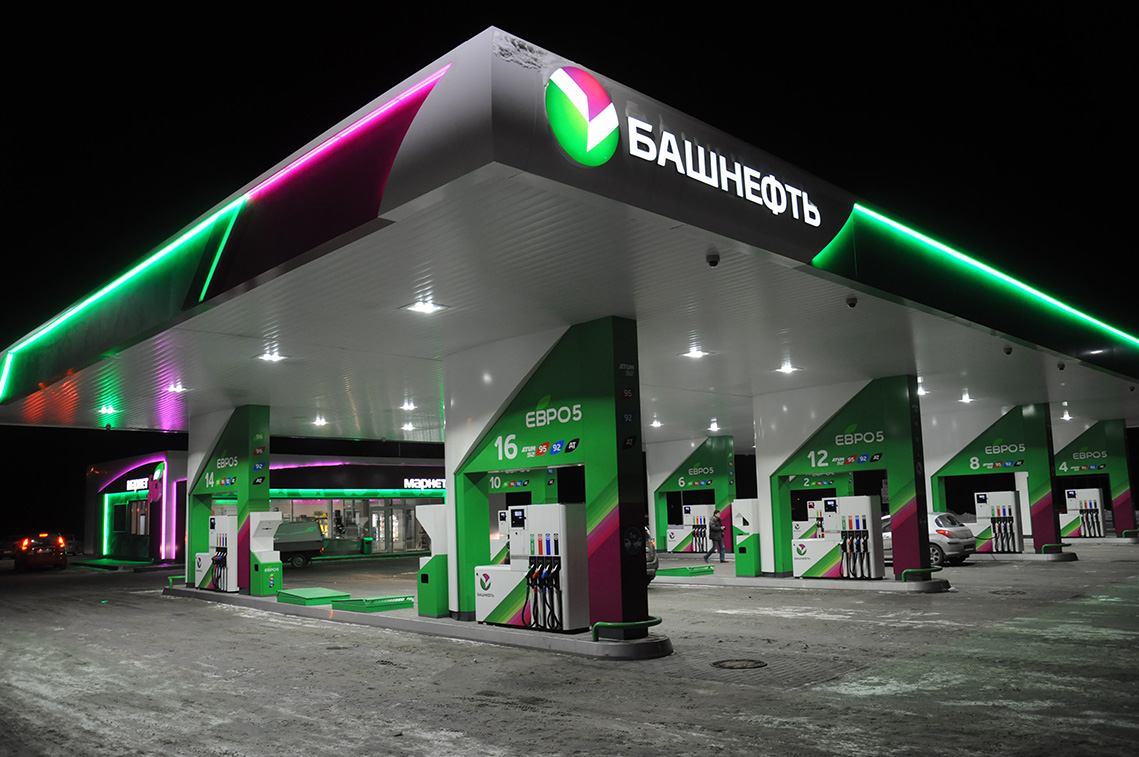
巴什石油公司的一處加油站

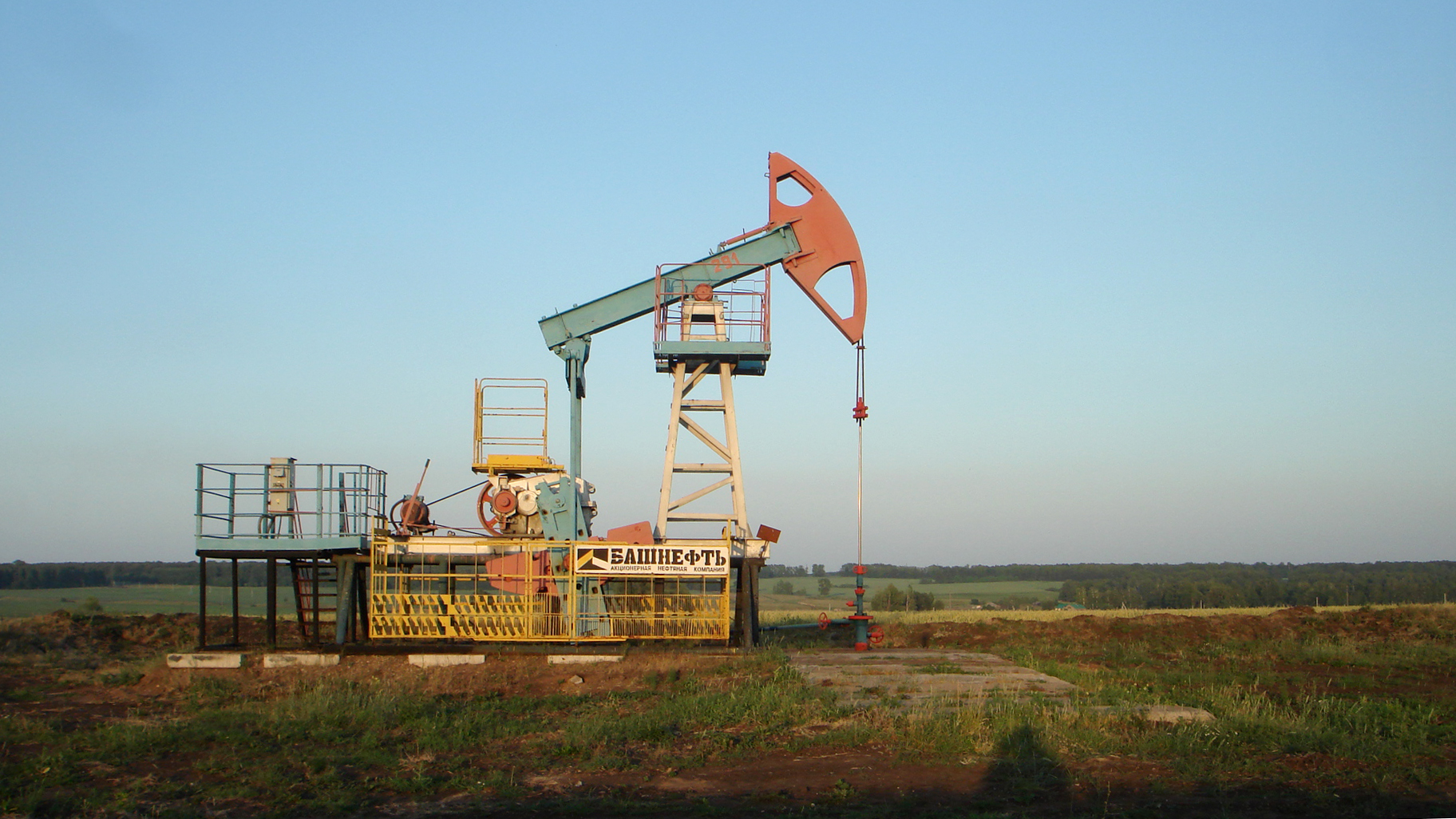
巴什石油公司所屬的一座油井

2002年3月，叶利钦的盟友、時任巴什科尔托斯坦總統穆尔塔扎·拉希莫夫將巴什石油公司私有化，由拉希莫夫的儿子乌拉尔·拉希莫夫控制的公司巴什基尔资本控制股權。
2009年，弗拉基米尔·彼得罗维奇·叶夫图申科夫以20亿美元的价格收购了巴什石油公司的控股权，巴什石油公司成为其的控股公司Sistema的子公司。2014年3月，巴什石油公司以超过10亿美元的价格收购了俄罗斯石油burneftegaz公司的100％股权。。同年7月，叶夫图申科夫被判入狱，Sistema对巴什石油公司的72％股权被俄罗斯政府扣押。
随后在2014年12月查封公司后，因为“指控没有得到证实”叶夫图申科夫被释放。另外据报道，乌拉尔·拉希莫夫也已逃离俄罗斯 。
2016年，巴什石油公司在北极圈内开展活动的92家石油，天然气和采矿公司中排名第12位。